# Sinh nhật của Cheryl
"Sinh nhật của Cheryl" là một câu đố logic, cụ thể là một câu đố về kiến thức. Mục đích là xác định ngày sinh của cô gái tên Cheryl thông qua một số manh mối đưa cho hai người bạn của cô là Albert và Bernard. Câu đố đã được hỏi trong cuộc thi Olympic Toán học Singapore và châu Á và được đăng tải trực tuyến vào ngày 10 tháng 4 năm 2015 bởi người dẫn chương trình truyền hình người Singapore, ông Kenneth Kong. Câu đó trở nên thịnh hành chỉ trong vài ngày.